# أ. فرانك مارتن
أ. فرانك مارتن (بالإنجليزية: A. Frank Martin)‏ هو موسيقي أمريكي، ولد في 7 ديسمبر 1894 في ساليسو في الولايات المتحدة، وتوفي في 9 يونيو 1982 في ستيلووتر في الولايات المتحدة.